# Vale of White Horse

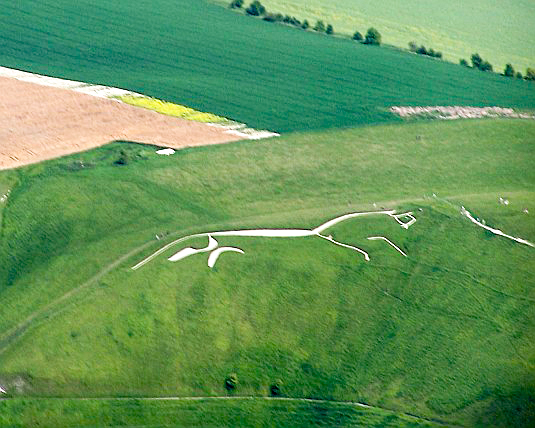
Uffington White Horse

Vale of White Horse („Tal des weißen Pferdes“) ist ein District in der Grafschaft Oxfordshire in England und nach dem Scharrbild Uffington White Horse benannt. Verwaltungssitz ist Abingdon; weitere bedeutende Orte sind Grove, Faringdon und Wantage.

## Geschichte
Der Bezirk wurde am 1. April 1974 gebildet und entstand aus der Fusion des Municipal Borough Abingdon, des Urban District Wantage, der Rural Districts Abingdon und Faringdon sowie eines Teils des Rural District Wantage. Vor 1974 gehörte das gesamte Gebiet zur Verwaltungsgrafschaft Berkshire.

## Gliederung
Der Bezirk gliedert sich in 69 Gemeinden (Civil Parish):
| - Abingdon-on-Thames - Appleford-on-Thames - Appleton-with-Eaton - Ardington - Ashbury - Baulking - Besselsleigh - Blewbury - Bourton - Buckland - Buscot - Charney Bassett - Childrey - Chilton - Coleshill - Compton Beauchamp - Cumnor - Denchworth - Drayton - East Challow - East Hanney - East Hendred - Eaton Hastings | - Fernham - Frilford - Fyfield and Tubney - Garford - Goosey - Great Coxwell - Great Faringdon - Grove - Harwell - Hatford - Hinton Waldrist - Kennington - Kingston Bagpuize with Southmoor - Kingston Lisle - Letcombe Bassett - Letcombe Regis - Little Coxwell - Littleworth - Lockinge - Longcot - Longworth - Lyford - Marcham | - Milton - North Hinksey - Pusey - Radley - Shellingford - Shrivenham - South Hinksey - Sparsholt - St. Helen Without - Stanford in the Vale - Steventon - Sunningwell - Sutton Courtenay - Uffington - Upton - Wantage - Watchfield - West Challow - West Hanney - West Hendred - Woolstone - Wootton - Wytham |

Von diesen haben 51 einen eigenen, Ardington und Lockinge einen gemeinsamen Gemeinderat (Parish Council). Die übrigen 17 haben kein derartiges Gremium, stattdessen finden Einwohnerversammlungen statt. Abingdon on Thames, Great Faringdon und Wantage sind Kleinstädte (Town), dementsprechend heißt der Rat dort Town Council.